# Salem, North Carolina
Salem är en ort i Burke County i delstaten North Carolina, USA.